# Łoińskie osiedle wiejskie
Łoińskie osiedle wiejskie (ros. Лоинское сельское поселение) – jednostka administracyjna (osiedle wiejskie) wchodząca w skład rejonu smoleńskiego w оbwodzie smoleńskim w Rosji.
Centrum administracyjnym osiedla wiejskiego jest wieś (ros. деревня, trb. dieriewnia) Łoino.

## Geografia
Powierzchnia osiedla wiejskiego wynosi 370,3 km², a jego głównymi rzekami są: Żeriespieja, Kaspla i Kloc. Przez terytorium jednostki przechodzi droga federalna R133 (Smoleńsk – Newel).

## Historia
Osiedle powstało na mocy uchwały obwodu smoleńskiego z 28 grudnia 2004 r. (z późniejszymi zmianami w uchwale z dnia 29 kwietnia 2006 roku).

## Demografia
W 2010 roku osiedle wiejskie zamieszkiwało 724 mieszkańców.

## Miejscowości
W skład jednostki administracyjnej wchodzi 41 wsi: Babny, Bachury, Bakszejewo, Barkaszni, Błonnaja, Bolszyje Czerkasy, Borok, Buda, Chodyki, Chołmiec, Chołodiły, Czerniany, Czernyszi, Dienisowo, Ińkowo, Isakowo, Koczany, Kotuchowo, Kostylewo, Kowalki, Leptiuchi, Łoino, Łosieni, Małyje Czerkasy, Mamoszki, Maryszki, Nowaja Słoboda, Ozieriszcze, Pieriegorszi, Podosugi, Polaczki, Puniszczi, Puszkari, Romanionki, Roskosz, Sieluszki, Słoboda, Stieżki, Szyły, Tołuny, Worobji, Zubari.